# Соціальний євангелізм
Соціальний євангелізм  (рідше «соціальна проповідь», англ. Social Gospel) — рух у протестантизмі, що стало популярним на початку XX століття в США та Канаді; рух застосовував християнську етику до соціальних проблем свого часу — особливо до проблем, пов'язаних із «соціальною справедливістю», таким як економічна нерівність і бідність, алкоголізм і злочинність, міжрасова напруженість та дитяча праця, низький рівень освіти та небезпека початку війни. Теологічно, соціальні євангелісти прагнули втілити в життя Молитву Господню і зазвичай були постміленіалістами - тобто вірили, що Друге пришестя не зможе статися доти, поки людство не позбудеться соціального зла завдяки власним зусиллям. Соціальний євангелізм був більш популярним серед духовенства, ніж серед мирян; його лідери були переважно пов'язані з ліберальним крилом прогресивного руху та більшість із них було теологічно ліберально.